# امین‌آباد (ملارد)
امین آباد روستایی در دهستان بی بی سکینه بخش صفادشت شهرستان ملارد استان تهران ایران است.

## جمعیت
بر پایه سرشماری عمومی نفوس و مسکن در سال ۱۳۹۵ جمعیت این مکان ۱۷۷ نفر (۵۵ خانوار) بوده‌است.